# Heterocheilus
Heterocheilus ist eine Gattung der Spulwürmer mit zwei Arten. Es handelt sich um Parasiten bei Seekühen.

## Merkmale
Heterocheilus hat die typischen Merkmale der Heterocheilinae. Alle drei Lippen sind in Form zungenartiger Fortsätze nach hinten verlängert, die durch in vier Längsfalten gelegte Membranen verbunden sind, was sie von der Schwestergattung Ingwenascaris unterscheidet. Die Vulva liegt zwischen vorderem und mittlerem Drittel des Körpers, das Gubernaculum der Männchen ist schwach entwickelt.